# DJ Spanish Fly
DJ Spanish Fly, de son vrai nom Antonio Kimbrough et né en 1970 ou en 1971, est un disc jockey, producteur, rappeur et pionnier du hip-hop à Memphis (Tennessee).

## Biographie

### Origines et participation à l'émergence du hip-hop à Memphis
Antonio Kimbrough naît en 1970 ou en 1971. Il grandit à Clementine Road et Elvis Presley Boulevard, à Memphis ; où il commence le rap et le DJing sous le pseudonyme DJ Spanish Fly.
Dans les années 1980, il est DJ dans les discothèques de Memphis. Il joue notamment comme DJ résident au Club No Name / Club Expo en 1986. Pour Jean-Pierre Labarthe, il est parmi « les tout premiers à introduire le hip hop » au sein des boîtes de nuit de Memphis. Sa musique aux paroles explicites évoquant vols à main armée et proxénétisme n'étant pas au goût des boîtes de nuit dans lesquelles il joue, il diffuse sa musique sur des cassettes audio autoproduites,. Il sort l'album Unfinished Business en 1986. Il apparaît également régulièrement lors de l'émission Hotmix Hour de la station locale 101.1 FM entre 1984 et 1985.
Ses travaux et particulièrement son morceau Smokin' Onions influencent le son du hip-hop à Memphis, dont celui des artistes DJ Paul, Juicy J, 8Ball and MJG et Tommy Wright III,. Il influence également par la suite des artistes plus jeunes comme Drumma Boy.
Smokin' Onions est le premier morceau à utiliser le sample Triggerman, que l'on retrouve ensuite dans de nombreux morceau de hip-hop du sud des États-Unis. Cette chanson se construit autour d'une narration gangsta rap et évoque la consommation de cannabis,. DJ Spanish Fly influence donc le son de la scène locale par son utilisation du Triggerman, son utilisation du Roland TR-808, ses paroles violentes et répétitives ainsi que ses lignes de basses profondes. Son morceau Gangsta Walk inspire également une danse du même nom, qui donne par la suite naissance au Memphis jookin.

### Carrière après l'établissement de la scène hip-hop à Memphis
En 2001, il sort Black Radio, un best-of de ses morceaux des années 1980. En 2006, il gagne le prix de Pionnier du hip-hop à Memphis de la Unified Memphis Artist Association. En 2008, il apparaît sur l'album Last 2 Walk de Three 6 Mafia. En 2009, il est DJ sur la radio Hot 107 de Memphis.
Dans les années 2000 à 2010, ses chansons bénéficient d'un regain d'intérêt grâce au partage de musique sur Internet. DJ Spanish Fly ressort certaines de ses chansons sur les plateformes de téléchargement légal en 2009.
En 2020, il apparaît dans la série documentaire Hip Hop Evolution. En 2021, il continue de se produire en tant que DJ dans des fêtes, et joue pour l'émission de radio Fly by Night, sur la station WYXR 91.7 FM.
En 2022, une partie du spectacle de danse Memphis jookin Memphis Jookin': The Show de Lil Buck est dédiée à représenter l'influence de DJ Spanish Fly sur la scène hip-hop de Memphis.